# Éristique
Ne doit pas être confondu avec Heuristique.
L’éristique (du grec eris, « dispute », « querelle », « déesse de la Discorde » et techne, « art », « procédé ») est l'art de la dispute et du débat.
Dans le dialogue Sisyphe sur la délibération, le pseudo-Platon expose que l’éristique s’intéresse davantage aux discours qui portent sur la réalité qu’à la réalité elle-même. Dans l’Éryxias, il définit l’éristique comme argumentation qui ne sert, à celui qui en use, qu’à venir à bout de ses contradicteurs.
Selon Aristote, cet art de la controverse aurait été créé par Euthydème de Chios, un sophiste. L’éristique joua un rôle déterminant dans la philosophie antique en animant les querelles entre les différentes écoles philosophiques. Elle fait l’objet de l’ouvrage L’art d'avoir toujours raison ou la Dialectique éristique d’Arthur Schopenhauer.